# Black Lightning (2009)
Black Lightning is de internationale titel van de Russische film Черная Молния, Tsjernaja Molnia, uit 2009.

## Verhaal
De student Dima Maikov krijgt van zijn vader een oude zwarte Volga M21. Erg blij is hij niet met de auto, tot hij ontdekt dat deze een prototype is van een geheim Sovjetexperiment waarin een vliegende auto werd ontworpen. Het experiment mislukte door sabotage van een van de wetenschappers maar de auto blijkt werkelijk te kunnen vliegen. Hiermee redt hij mensen in levensgevaar en moet de strijd aanbinden tegen een criminele bende die een verbeterde versie van de vliegende auto heeft gebouwd door ontvoering van de inmiddels bejaarde wetenschappers, die aan het originele prototype hadden gebouwd.